# Conflito
Conflito (en español, Conflicto) fue una telenovela brasileña producida por lo SBT (Sistema Brasileño de Televisión) y exhibida de 29 de octubre de 1982 a 10 de enero de 1983. Fue protagonizada por Ana Rosa, Jonas Mello y Wilson Fragoso, con dirección de Waldemar de Moraes, Renato Petrauskas y David Grimberg y adaptada de la original mexicana Conflicto de Marissa Garrido por Suzana Colonna.

## Trama
Los millonarios Altamirano - Miguel y Rosa - no aceptan el matrimonio de su hijo Eduardo con una de las empleadas de sus empresas, y se niegan a reconocer a los tres nietos, porque descubren que uno de ellos es adoptado.
Pero un nuevo conflicto altera el estado de ánimo de la familia. Gustavo, hermano de Eduardo, interesarse por Andrea, para consternación de sus padres.

## Elenco
| Actor / Actriz      | Personaje         |
| ------------------- | ----------------- |
| Ana Rosa            | Andréia           |
| Jonas Mello         | Gustavo           |
| Wilson Fragoso      | Eduardo           |
| Percy Aires         | Miguel Altamirano |
| Lourdes Mayer       | Rosa Altamirano   |
| Arlete Montenegro   | Carmem            |
| Ruthinéia de Moraes |                   |
| Luiz Guilherme      |                   |
| Alberto Baruque     | Carlos            |